# Moviment periòdic
Un moviment periòdic és el tipus d'evolució temporal que presenta un sistema l'estat del qual es repeteix exactament a intervals regulars de temps.
El temps mínim T necessari perquè l'estat del sistema es repeteixi es diu període. Si l'estat del sistema es representa per S, es complirà:

{\displaystyle S(t)=S(t+T),\qquad \forall t}

## Exemples
- Un moviment harmònic simple és un moviment periòdic.
- L'oscil·lació d'un  pèndol pla sense amortització és també un moviment periòdic.
- Una  rotació amb velocitat constant al voltant d'un eix fix és un moviment periòdic.
- La Terra girant al voltant del Sol fa un moviment quasiperiòdic.